# Cyanoramphus unicolor
Periquito-das-antípodas, periquito-verde-das-antípodas ou kakariki-das-antípodas (Cyanoramphus unicolor) é uma pequena espécie de papagaio nativa da Nova Zelândia. A palavra kakariki vem do Maori kākāriki e significa "papagaio pequeno" (kākā = papagaio, riki = pequeno). É caracterizado por seu corpo quase inteiro verde, olhos pequenos e por ser o maior de seu gênero.
O primeiro indivíduo descrito, por Edward Lear, era uma ave em cativeiro no zoológico de Londres que não possuía dados sobre sua origem. A verdadeira origem da espécie só foi descoberta 55 anos depois da descrição pelo capitão Fairchild a bordo do barco do governo neozelandês Stella.

## Descrição
Tem em média 30 cm e é primariamente verde-oliva, com um verde mais vivo no rosto e amarelado na barriga e cauda. A única parte do corpo não verde é a ponta das asas, que são azuladas. Possui bico robusto e largo, olhos pequenos e asas arredondadas. O macho é um pouco maior que a fêmea.

### Vocalização
A vocalização desta espécie é mais grave e rouca que outras do gênero, semelhante a um kok-kok-kok-kok-kok semelhante ao som de uma galinha, mas mais rápido e longo.

## Distribuição e habitat

### Distribuição
Kakarikis-de-fronte-amarela são endêmicos das Ilhas Antípodas.

### Habitat
Vivem em áreas de gramas altas e densas, além de rochedos e paredões próximos ao mar.

## Hábitos

### Dieta

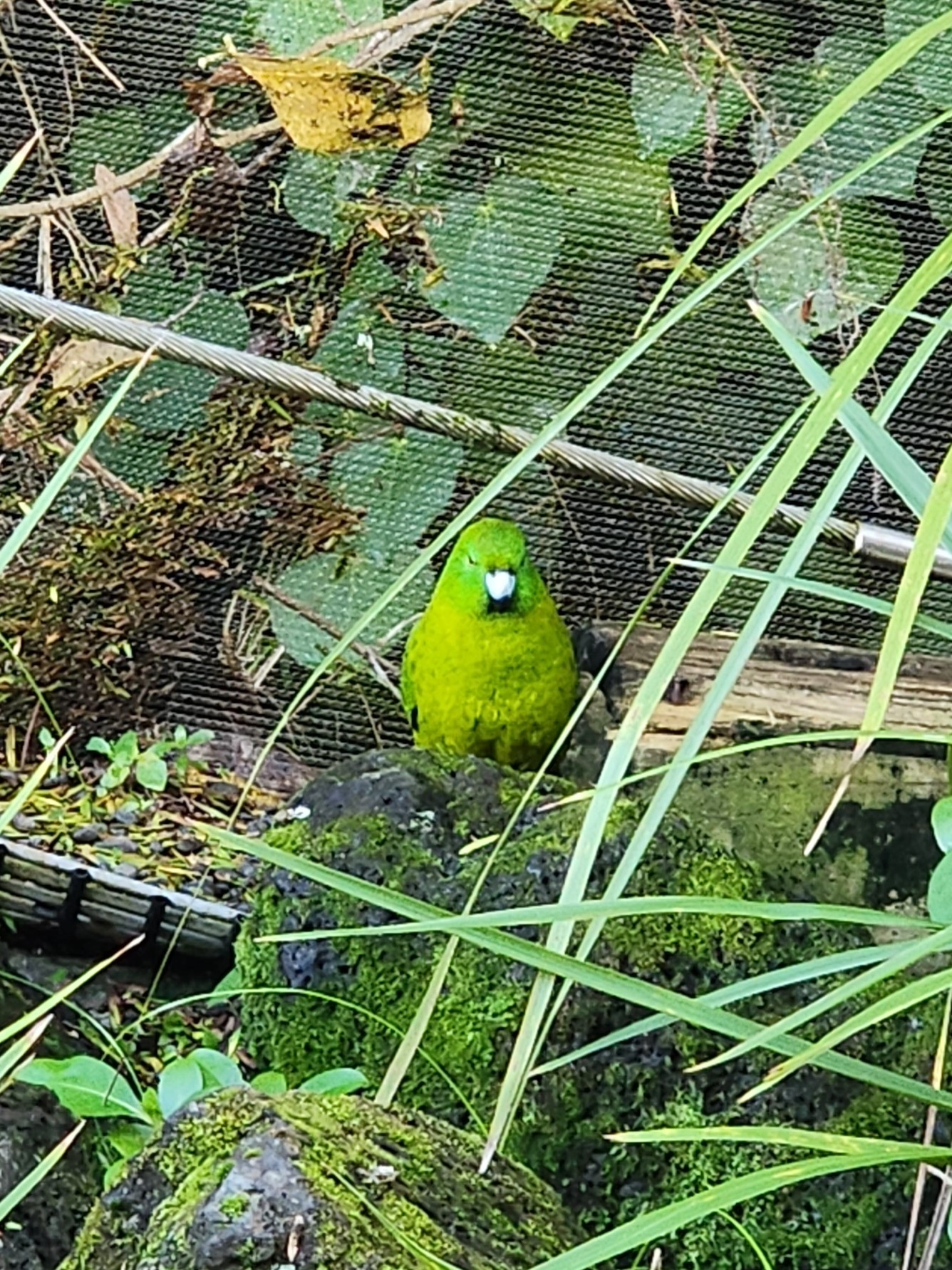
Kakariki-das-antípodas em meio a folhagem densa

A dieta dessa espécie é diferente da maioria dos psitacídeos. Por viverem em um ambiente com sua vegetação composta quase totalmente de gramíneas, se alimentam principalmente das folhas das gramíneas (70% da dieta), com sementes, frutinhas e flores sendo a segunda maior fonte de alimento (23% da dieta). Interessantemente, 6% de sua dieta é composta de ovos e carne de pinguins e de pequenos petréis. Apesar de comerem principalmente animais mortos, já foram registrados caçando e matando estes animais. Também já foram avistados extraindo carne de carcaças de foca.

### Comportamento
Apesar de voarem, os kakarikis-das-antípodas preferem caminhar pelo chão e dar voos curtos apenas para escapar de possíveis ameaças. São silenciosos e discretos, geralmente vistos sozinhos, pares ou pequenos grupos. Como todas as aves do gênero, banham-se com frequência.

## Conservação
Apesar de relativamente comuns em sua ilha nativa, os kakarikis-das-antípodas são classificados como vulneráveis pela lista vermelha da IUCN. As últimas pesquisas mostram que o número de indivíduos maduros está entre 2000 - 3000, mas estes números provavelmente foram ultrapassados. As principais ameaças a essa espécie é a competição e predação por ratos do gênero Rattus, gatos e mustelídeos como doninhas. Outros roedores apresentavam um problema à espécie, mas foram erradicados das ilhas antípodas.